# Sebastián Rodríguez Veloso
Sebastián Rodríguez Veloso (Cádiz, 28 de febrero de 1957) es un deportista español que compitió en natación adaptada. Ganó dieciséis medallas en los Juegos Paralímpicos de Verano entre los años 2000 y 2012. Fue terrorista miembro de los GRAPO.

## Biografía
Durante la década de los 80, formó parte del grupo terrorista Grupos de Resistencia Antifascista Primero de Octubre, con los que participó en varios atentados, incluidos ataques con explosivos y el asesinato de Rafael Padura, presidente de la Confederación de Empresarios de Sevilla en 1984, hechos por los que fue condenado a 103 años de prisión.
Ya encarcelado, en 1990 hizo una huelga de hambre que duraría más de 400 días y que le causaría graves problemas de salud, hasta el punto de provocarle una falta permanente de movilidad en ambas piernas, sufriendo entonces una discapacidad que padece desde entonces. Este hecho supondría su excarcelación en libertad condicional en noviembre de 1994.
Es entonces cuando comienza su carrera deportiva, compaginando esto con su trabajo en la Once. Primero milita en el club Amfiv de baloncesto en silla de ruedas, pero pronto se vería cual sería la disciplina deportiva en la que más destacaría. Comenzó en la natación y pronto comenzaron a llegar los éxitos, primero en los campeonatos de España y después en competiciones internacionales.
En el año 2000, en los Juegos Paralímpicos de Sídney, consigue cinco medallas de oro con tres récords mundiales. Posteriormente, en los Juegos de Atenas 2004, Chano consigue hacerse con cuatro medallas, tres de oro y una de bronce. En Pekín 2008, terminaría la competición con dos platas y dos bronces, mientras que en Londres el resultado sería de dos platas y un bronce. 
En el año 2001 el Ayuntamiento de Vigo le otorgó el galardón de Vigués Distinguido.
En 2007 el gobierno de José Luis Rodriguez Zapatero le concedió el indulto por el pago de las indemnizaciones a sus víctimas y el arrepentimiento. Los familiares de Padura calificaron el perdón como novedad oportunista. Su inclusión en las listas del BNG por Vigo a las elecciones municipales de 2007 fue anulada por la Junta Electoral viguesa.
En el año 2009 el ministerio de Educación, Cultura y Deporte le otorgó la Real Orden de Mérito deportivo, en la categoría de Medalla de oro.
En el verano de 2016, viajó a Río de Janeiro para disputar unas nuevas paralimpiadas, donde las medallas no llegaron,

## Palmarés internacional
| Juegos Paralímpicos | Juegos Paralímpicos   | Juegos Paralímpicos | Juegos Paralímpicos         |
| Año                 | Lugar                 | Medalla             | Prueba                      |
| ------------------- | --------------------- | ------------------- | --------------------------- |
| 2000                | Sídney (Australia)    | Medalla de oro      | 50 m libre S5               |
| 2000                | Sídney (Australia)    | Medalla de oro      | 100 m libre S5              |
| 2000                | Sídney (Australia)    | Medalla de oro      | 200 m libre S5              |
| 2000                | Sídney (Australia)    | Medalla de oro      | 4 × 50 m estilos (20 ptos.) |
| 2000                | Sídney (Australia)    | Medalla de oro      | 4 × 50 m libre (20 ptos.)   |
| 2004                | Atenas (Grecia)       | Medalla de oro      | 50 m libre S5               |
| 2004                | Atenas (Grecia)       | Medalla de oro      | 100 m libre S5              |
| 2004                | Atenas (Grecia)       | Medalla de oro      | 200 m libre S5              |
| 2004                | Atenas (Grecia)       | Medalla de bronce   | 4 × 50 m estilos (20 ptos.) |
| 2008                | Pekín (China)         | Medalla de plata    | 200 m libre S5              |
| 2008                | Pekín (China)         | Medalla de plata    | 4 × 50 m libre (20 ptos.)   |
| 2008                | Pekín (China)         | Medalla de bronce   | 50 m libre S5               |
| 2008                | Pekín (China)         | Medalla de bronce   | 4 × 50 m estilos (20 ptos.) |
| 2012                | Londres (Reino Unido) | Medalla de plata    | 50 m libre S5               |
| 2012                | Londres (Reino Unido) | Medalla de plata    | 200 m libre S5              |
| 2012                | Londres (Reino Unido) | Medalla de bronce   | 100 m libre S5              |